# 高平奇恵
高平奇恵（たかひら きえ）は日本の弁護士、刑事訴訟法学者。一橋大学大学院法学研究科准教授。

## 来歴
鹿児島県生まれ、宮崎県育ち。中学・高校時代は合唱部に所属。高校卒業後は京都大学法学部に入学。京大法学部時代はE.S.S.（English Speaking Society）というサークルに所属し、ディベートやスピーチ、ディスカッション、ドラマ（演劇）などの活動をしていた。2000年 京都大学法学部卒業。2008年 九州大学法科大学院修了。同年 弁護士登録。2018年5月 早稲田リーガルコモンズ法律事務所勤務。東京経済大学現代法学部（刑事訴訟法）。2023年一橋大学大学院法学研究科准教授。

## 著作

### 共著
- （刑事立法研究会（編）、土井政和（責任編集）、正木祐史（責任編集）、水藤昌彦（責任編集）、森久智江（責任編集）） 『「司法と福祉の連携」の展開と課題』（現代人文社、2018年5月）
- （刑事立法研究会、土井政和（編著））『西非拘禁的措置と社会内処遇の課題と展望』（現代人文社、2012年3月）